# Zhenjiang
Zhenjiang (en chino, 镇江; pinyin, Zhènjiāng; nombres anteriores: Chin-kiang, Dantu, Runzhou, Zhufang, Guyang) es una ciudad de categoría de prefectura al sur de la provincia china de Jiangsu, en la República Popular de China. 
Está ubicada sobre la margen sur del río Yangtsé, y el Gran Canal Chino Beijing-Hangzhou fluye a través de la ciudad. Zhenjiang limita con la capital provincial Nankín por el oeste, con Changzhou por el este, y con Yangzhou por el norte.
Tiene una superficie de 3.843 kilómetros cuadrados y una población de 3,1 millones de habitantes. Es una ciudad pintoresca con una historia milenaria, tiene ricas reliquias culturales y muchos sitios históricos. La comida típica suya es el Vinagre Aromático de Zhenjiang.

## Administración
La ciudad prefectura de Zhenjiang se divide en 3 distritos y 3 condados:
- Distrito de Jingkou (京口区)
- Distrito de Runzhou (润州区)
- Distrito de Dantu (丹徒区)
- Condado de Danyang (丹阳县)
- Condado de Yangzhong (扬中县
- Condado de Jurong (句容县)

## Historia
Zhenjiang tiene una historia escrita de más de 3 mil años.
En la dinastía Zhou del Oeste, su nombre era Yi (宜). En los siglos VII y IV a. C., o sea, en los períodos de Primaveras y Otoños y de los Reinos Combatientes, fue un principado feudal se llamaba Zhufang (朱方), y luego Guyang (谷阳). Después de la unificación de toda China, en el siglo III a. C., Qin Shi Huang, primer emperador de la dinastía Qin, descubrió que Zhenjiang era un lugar con mucha geomancia, y ordenó a muchos presos llevar ropas rojas a cavar la montaña. Por eso, Zhenjiang se puso el nombre Dantu (丹徒, ya que Dantu significa la gente de ropa roja en chino tradicional)．En el período de los Tres Reinos, se llamó Jingkou （京口）．Durante la Dinastías Meridionales y Septentrionales fue conocida como Nanxuzhou （南徐州）y en la Dinastía Tang, Runzhou （润洲). Se llama Zhenjiang (su nombre contemporáneo) desde la dinastía Song. Durante el Gobierno Nacional del Kuomintang, Zhenjiang fue la capital provincial de Jiangsu desde 1929 hasta 1949.

## Turismo
Zhenjiang también es llamada la ciudad de colinas; dentro de la ciudad se levantan tres colinas: Colina de Jin, Colina de Beigu, Colina de Jiao.
- Colina de Jin (El Templo de Jinshan)
- Colina de Jiao (El Templo de Dinghui)
- Colina de Beigu (El Templo de Ganlu)
- Maoshan
- Zona Pintoresca de Nanshan de Zhenjiang

## Educación
- la Universidad de Jiangsu
- la Universidad de Ciencia y Tecnología de Jiangsu
- el Colegio de Zhenjiang

## Clima
Tiene un clima con estaciones marcadas. El periodo de lluvias se concentra en mayo y en otoño, con los monzones. En verano se pueden superar los 40 °C y los inviernos suelen ser fríos con temperaturas que pueden descender por debajo de cero.

## Personas destacadas
- Emperador: Liu Yu (el primer emperador de la dinastía Song durante la dinastía del Sur)
- Escritor: Liu Yiqing
- Emperador: Xiao Daocheng
- Emperador: Xiao Yan
- Científico: Shen Kuo
- Pintor: Mi Fu
- Escritor: Liu E
- Científico: Mao Yisheng
- Artista: Lü Fengzi
- Escritora: Pearl Buck (Sai Zhengzhu)
- Escritor: Lü Shuxiang
- Exministro de Relaciones Exteriores de China: Tang Jiaxuan
- Ex Consejero de Estado: Li Lanqing

## Ciudades hermanadas
- Tsu, Japón
- Kurashiki, Japón
- Tempe, EE. UU.
- Lac-Mégantic, Canadá
- Londrina, Brasil
- Izmit, Turquía
- Iksan, Corea del Sur
- Mannheim, Alemania
- Brescia, Italia